# Shimun XXII.
Mar Shimun XXII. Polos oder Schimun (* 1885 in Qudschanis; † 9. Mai 1920 in Baquba) war Katholikos-Patriarch der Assyrischen Kirche des Ostens.
Nach dem gewaltsamen Tod des Katholikos-Patriarchen Mar Shimun XXI. Benyamin am (3.) 16. März 1918 trat dessen jüngerer Bruder Polos seine Nachfolge an. Er wurde am (11.) 23. März in Salamas gewählt und am (14.) 29. April 1918 in der Marienkirche zu Urmia (Iran) durch den Metropoliten Mar Eskhaq Khnanisho IX. (1884–1918) und die Bischöfe Mar Eliya Abuna von Alqosh (1862–1955, ab 1921 katholisch), Mar Yosip Khnanisho (1914–1977) und Mar Zaya Sargis von Jilu († 1951) ordiniert. Die militärische Lage der Assyrer wurde bald hoffnungslos. Aus Angst vor Türken, Kurden und Iranern flüchtete Shimun XXII. mit seinem Volk, rund 60.000 Personen, am 20. August 1918 aus Urmia in den Irak, um sich dem Schutz der Briten zu unterstellen. Unterwegs starben etwa 15.000. Die Überlebenden wurden im Lager Baquba, zirka 50 km nördlich von Bagdad, interniert, der an Tuberkulose erkrankte Shimun XXII. im April 1919 zur Erholung in das syrisch-orthodoxe Kloster Mor Mattai bei Mossul verbracht. Nach seinem frühen Tod am (27. April) 9. Mai 1920 begrub man ihn auf dem Armenier-Friedhof von Bagdad. Der gesamte Episkopat der autokephalen „Kirche des Ostens“ bestand zu dieser Zeit nur noch aus vier Bischöfen: Mar Yosip Khnanisho X. von Rustaqa, Mar Zaya Sargis von Jilu, Mar Yalda Yahballaha von Barwar († 1951) und Mar Abimalek Timotheus von Malabar (Süd-Indien).
Nachfolger wurde Polos Shimuns noch minderjähriger Neffe Mar Shimun XXIII. Eshai.

## Photographie
- J. F. Coakley: The Church of the East since 1914. In: Bulletin of the John Rylands Library of Manchester. Band 78, Nr. 3, 1996, S. 184.
- Porträt und Gruppenphoto, 1920